# امیلی رابینسون
امیلی رابینسون (انگلیسی: Emily Robinson؛ زادهٔ ۱۸ اکتبر ۱۹۹۸) بازیگر و تهیه‌کننده فیلم اهل ایالات متحده آمریکا است. وی از سال ۲۰۰۷ میلادی تاکنون مشغول فعالیت بوده‌است.
از فیلم‌ها یا برنامه‌های تلویزیونی که وی در آن نقش داشته‌است، می‌توان به کلاس هشتم، روزی روزگاری در ونیز، اسکورپیون، مظنون، شب تاریکی بود و فروشگاه تک‌شاخ اشاره کرد.